# Phloeospora dodonaeae
Phloeospora dodonaeae är en svampart som beskrevs av Nattrass 1939. Phloeospora dodonaeae ingår i släktet Phloeospora och familjen Mycosphaerellaceae.   Inga underarter finns listade i Catalogue of Life.